# Cetola
Cetola là một chi bướm đêm thuộc họ Noctuidae.